# Bibby Line
Die Bibby Line ist eine britische Reederei mit Hauptsitz in Liverpool, die über viele Jahrzehnte einen Passagierliniendienst nach Burma/Myanmar betrieb.

## Geschichte
Die Ursprünge der Reederei gehen bis in die Zeit der Segelschiffe zurück. 1801 wurde John Bibby Miteigentümer des Segelschiffes Dove, und 1805 wurde der erste eigene Segler angekauft. Anfangs betrieb die Reederei Liniendienste nach dem Mittelmeer; diese Dienste wurden später nach Südamerika, Indien und Ostasien ausgeweitet.
1850 kaufte die Gesellschaft ihr erstes Dampfschiff, das im Mittelmeer-Liniendienst zum Einsatz kam. 1859 war die Bibby Line die erste Reederei, die Neubauten bei der Werft von E. J. Harland in Auftrag gab. Aus dieser Werft wurde später die weltberühmte Werft von Harland & Wolff Ltd. 1873 wurden alle Reederei-Aktivitäten an den langjährigen Partner Frederick Leyland übertragen, der sich mit seiner Reederei F. Leyland & Co. Ltd. selbständig machte. Die Familie Bibby zog sich vorübergehend aus der Schifffahrt zurück.
1889 kehrte die Familie Bibby mit der Neugründung Bibby Bros. & Co. Ltd. in das Schifffahrtsgeschäft zurück und betrieb einen Liniendienst nach Fernost. Die typische Route verlief von Liverpool über Gibraltar, Malta, Suez-Kanal, Aden, (Bombay), Colombo, (Madras) und (Kalkutta) nach Rangun. Die Schiffe waren an einem ockergelben Schornstein mit schwarzer Kappe zu erkennen und wurden nach einer englischen Grafschaft benannt, mit der typischen Endung auf -shire.
1891 wurde die Reederei in Bibby Steamship Company Ltd. umbenannt. Die Gesellschaft begann, sich zunehmend im Transport von britischen Truppen in die Kolonien zu engagieren, was sich als eine gute und stabile Einnahmequelle für die Reederei erwies. 1931 erfolgte wieder eine Umbenennung, diesmal in Bibby Line Ltd.
Mit der Unabhängigkeit von Burma im Jahre 1962 begannen die wirtschaftlichen Probleme. Die Truppentransporte hörten auf, und auch der Bedarf für die Passagier- und Frachtverschiffung von Großbritannien nach Burma ging merklich zurück. 1965 wurden die Passagierliniendienste eingestellt, und die Reederei wechselte in das Chartergeschäft, in dem sie heute noch aktiv ist.

## Schiffe

### Passagierschiffe 1850–1873
| Jahr        | Name          | Tonnage  | Werft                                    | Status/Schicksal              |
| ----------- | ------------- | -------- | ---------------------------------------- | ----------------------------- |
| 1850 (1846) | Rattler       | 276 BRT  | Lecky & Co. Ltd., Cork                   | 1853 verkauft                 |
| 1851        | Tiber         | 660 BRT  | J. Reid & Co. Ltd., Port Glasgow         | 1861 verkauft                 |
| 1851        | Arno          | 660 BRT  | J. Reid & Co. Ltd., Port Glasgow         | 1861 verkauft                 |
| 1852        | Calpe         | 799 BRT  | J. & G. Thomson Ltd., Glasgow            | 1868 gesunken                 |
| 1853        | Danube (I)    | 829 BRT  | J. & G. Thomson Ltd., Glasgow            | 1855 verkauft                 |
| 1853        | Rhone (I)     | 856 BRT  | J. & G. Thomson Ltd., Glasgow            | 1855 verkauft                 |
| 1851        | Douro (I)     | 278 BRT  | Blackwood & Gordon Ltd., Sunderland      | 1862 verkauft                 |
| 1854        | Euphrates     | 1134 BRT | Smith & Rodgers Ltd., Middleton          | 1860 verkauft                 |
| 1854        | Cintra        | 517 BRT  | Blackwood & Gordon Ltd., Sunderland      | 1858 verkauft                 |
| 1854        | Minho         | 400 BRT  | Blackwood & Gordon Ltd., Sunderland      | 1862 verkauft                 |
| 1855        | Albanian (I)  | 1034 BRT | J. Reid & Co. Ltd., Port Glasgow         | 1870 verkauft                 |
| 1855        | Corinthian    | 1170 BRT | J. Reid & Co. Ltd., Port Glasgow         | 1864 gesunken                 |
| 1855        | Milan         | 1083 BRT | J. Reid & Co. Ltd., Port Glasgow         | 1871 verkauft                 |
| 1856        | Braganza      | 507 BRT  | Smith & Rodgers Ltd., Middleton          | 1869 gesunken                 |
| 1856        | Danube (II)   | 1386 BRT | Smith & Rodgers Ltd.., Middelton         | 1873 an Leyland Line verkauft |
| 1856        | Rhone (II)    | 1387 BRT | Smith & Rodgers Ltd., Middleton          | 1873 an Leyland Line verkauft |
| 1857        | Crimean       | 1475 BRT | Smith & Rodgers Ltd., Middleton          | 1873 an Leyland Line verkauft |
| 1857        | Meander       | 974 BRT  | G. Kelson Stothert & Co. Ltd., Bristol   | 1868 verkauft                 |
| 1859        | Cairo         | 1465 BRT | T. D. Marshall & Co. Ltd., South Shields | 1873 an Leyland Line verkauft |
| 1859 (1855) | Barbadian     | 950 BRT  | T. D. Marshall & Co. Ltd., South Shields | 1864 verkauft                 |
| 1859        | Venetian      | 1507 BRT | E. J. Harland & Co. Ltd., Belfast        | 1873 an Leyland Line verkauft |
| 1860        | Sicilian      | 1492 BRT | E. J. Harland & Co. Ltd., Belfast        | 1873 an Leyland Line verkauft |
| 1860        | Syrian        | 1492 BRT | E. J. Harland & Co. Ltd., Belfast        | 1869 gesunken                 |
| 1861        | Italian       | 1854 BRT | Harland & Wolff Ltd., Belfast            | 1869 gesunken                 |
| 1861        | Grecian       | 1854 BRT | Harland & Wolff Ltd., Belfast            | 1873 gesunken                 |
| 1861        | Ionia         | 1388 BRT | T. D. Marshall & Co. Ltd., South Shields | 1870 verkauft                 |
| 1861        | Egyptian      | 1989 BRT | Harland & Wolff Ltd., Belfast            | 1873 an Leyland Line verkauft |
| 1861        | Dalmatian     | 2086 BRT | Harland & Wolff Ltd., Belfast            | 1872 gesunken                 |
| 1862        | Arabian       | 2066 BRT | Harland & Wolff Ltd., Belfast            | 1873 an Leyland Line verkauft |
| 1863        | Persian       | 2137 BRT | Harland & Wolff Ltd., Belfast            | 1873 an Leyland Line verkauft |
| 1862        | Castilian     | 635 BRT  | Harland & Wolff Ltd., Belfast            | 1873 an Leyland Line verkauft |
| 1862        | Catalonian    | 635 BRT  | Harland & Wolff Ltd., Belfast            | 1863 gesunken                 |
| 1864        | Douro (II)    | 556 BRT  | Harland & Wolff Ltd., Belfast            | 1873 an Leyland Line verkauft |
| 1867        | Iberian       | 2890 BRT | Harland & Wolff Ltd., Belfast            | 1873 an Leyland Line verkauft |
| 1867        | Illyrian      | 2890 BRT | Harland & Wolff Ltd., Belfast            | 1873 an Leyland Line verkauft |
| 1867        | Istrian       | 2930 BRT | Harland & Wolff Ltd., Belfast            | 1873 an Leyland Line verkauft |
| 1869        | Bavarian      | 3111 BRT | Harland & Wolff Ltd., Belfast            | 1873 an Leyland Line verkauft |
| 1870        | Bohemian      | 3113 BRT | Harland & Wolff Ltd., Belfast            | 1873 an Leyland Line verkauft |
| 1870        | Bulgarian     | 3112 BRT | Harland & Wolff Ltd., Belfast            | 1873 an Leyland Line verkauft |
| 1870        | Albanian (II) | 1417 BRT | T. B. Royden & Sons Ltd., Liverpool      | 1873 an Leyland Line verkauft |

### Passagierschiffe 1889–1965
| Jahr | Name                | Tonnage   | Werft                                   | Status/Schicksal                                                    |
| ---- | ------------------- | --------- | --------------------------------------- | ------------------------------------------------------------------- |
| 1889 | Lancashire (I)      | 4269 BRT  | Harland & Wolff Ltd., Belfast           | 1905 an Ostasiatiske Kompagni A/S verkauft und in Kina umbenannt    |
| 1889 | Yorkshire (I)       | 4269 BRT  | Harland & Wolff Ltd., Belfast           | 1905 an Ostasiatiske Kompagnie A/S verkauft und in Indien umbenannt |
| 1891 | Cheshire (I)        | 5655 BRT  | Harland & Wolff Ltd., Belfast           | 1911 verkauft                                                       |
| 1891 | Shropshire (I)      | 5655 BRT  | Harland & Wolff Ltd., Belfast           | 1909 verkauft                                                       |
| 1894 | Staffordshire (I)   | 6055 BRT  | Harland & Wolff Ltd., Belfast           | 1921 verkauft                                                       |
| 1897 | Derbyshire (I)      | 6637 BRT  | Harland & Wolff Ltd., Belfast           | 1927: Umbau zum Frachtschiff / 1931 zum Abbruch verkauft            |
| 1902 | Warwickshire        | 7968 BRT  | Harland & Wolff Ltd., Belfast           | 1927: Umbau zum Frachtschiff / 1932 zum Abbruch verkauft            |
| 1904 | Worcestershire (I)  | 7160 BRT  | Harland & Wolff Ltd., Belfast           | 1917 torpediert und gesunken                                        |
| 1905 | Herefordshire       | 7160 BRT  | Harland & Wolff Ltd., Belfast           | 1929: Umbau zum Frachtschiff / 1934 zum Abbruch verkauft            |
| 1909 | Leicestershire      | 8100 BRT  | Harland & Wolff Ltd., Belfast           | 1930 verkauft                                                       |
| 1910 | Gloucestershire     | 8100 BRT  | Harland & Wolff Ltd., Belfast           | 1936 außer Dienst und zum Abbruch verkauft                          |
| 1912 | Oxfordshire (I)     | 8648 BRT  | Harland & Wolff Ltd., Belfast           | 1951 verkauft                                                       |
| 1914 | Lancashire (II)     | 9542 BRT  | Harland & Wolff Ltd., Belfast           | 1930: 10331 BRT / 1956 zum Abbruch verkauft                         |
| 1920 | Yorkshire (II)      | 10184 BRT | Harland & Wolff Ltd., Belfast           | 1939 torpediert und gesunken                                        |
| 1926 | Shropshire (II)     | 11402 BRT | Fairfield S.B. & Eng. Co. Ltd., Glasgow | 1941 torpediert und gesunken                                        |
| 1927 | Cheshire (II)       | 11402 BRT | Fairfield S.B. & Eng. Co. Ltd., Glasgow | 1957 außer Dienst und zum Abbruch verkauft                          |
| 1929 | Staffordshire (II)  | 11402 BRT | Fairfield S.B. & Eng. Co. Ltd., Glasgow | 1959 außer Dienst und zum Abbruch verkauft                          |
| 1931 | Worcestershire (II) | 11402 BRT | Fairfield S.B. & Eng. Co. Ltd., Glasgow | 1961 außer Dienst und zum Abbruch verkauft                          |
| 1935 | Derbyshire (II)     | 11660 BRT | Fairfield S.B. & Eng. Co. Ltd., Glasgow | 1964 außer Dienst und zum Abbruch verkauft                          |
| 1939 | Devonshire          | 11275 BRT | Fairfield S.B. & Eng. Co. Ltd., Glasgow | 1962 an British-India S.N. Co. verkauft und in Devonia umbenannt    |
| 1957 | Oxfordshire (II)    | 20586 BRT | Fairfield S.B. & Eng. Co. Ltd., Glasgow | 1964 an Sitmar S.p.A. verkauft und in Fairstar umbenannt            |

### Frachtschiffe
| Jahr        | Name                 | Tonnage   | Werft                                   | Status/Schicksal                                                                       |
| ----------- | -------------------- | --------- | --------------------------------------- | -------------------------------------------------------------------------------------- |
| 1920        | Dorsetshire (I)      | 7450 BRT  | Harland & Wolff Ltd., Belfast           | 1927: 9345 BRT / 1954 außer Dienst und Abbruch                                         |
| 1921        | Somersetshire (I)    | 7450 BRT  | Harland & Wolff Ltd., Belfast           | 1927: 9468 BRT / 1954 außer Dienst und Abbruch                                         |
| 1944        | Herefordshire        | 8158 BRT  | Barclay, Curle & Co. Ltd., Glasgow      | 1969 verkauft                                                                          |
| 1948        | Warwickshire (II)    | 8908 BRT  | Fairfield S.B. & Eng. Co. Ltd., Glasgow | 1965 verkauft                                                                          |
| 1949        | Leicestershire (II)  | 8908 BRT  | Fairfield S.B. & Eng. Co. Ltd., Glasgow | 1965 verkauft, umgebaut zur Autofähre. 1966 als Heraklion (Schiff) gesunken (241 Tote) |
| 1959        | Cheshire (III)       | 8777 BRT  | Cammell Laird & Co. Ltd., Birkenhead    | 1968 an Messageries Maritimes verkauft, Mozambique                                     |
| 1959        | Shropshire (III)     | 8777 BRT  | Fairfield S.B. & Eng. Co. Ltd., Glasgow | 1972 verkauft an Lefkonia Cia. Naviera S. A., Panama; Argiro                           |
| 1960        | Yorkshire (III)      | 8777 BRT  | Fairfield S.B. & Eng. Co. Ltd., Glasgow | 1971 verkauft                                                                          |
| 1963        | Lancashire (III)     | 8918 BRT  | Fairfield S.B. & Eng. Co. Ltd., Glasgow | 1970 verkauft                                                                          |
| 1964        | Staffordshire (III)  | 8684 BRT  | Vickers-Armstrong Ltd., Newcastle       | 1971 außer Dienst                                                                      |
| 1964        | Gloucestershire (II) | 8684 BRT  | Vickers-Armstrong Ltd., Newcastle       | 1971 verkauft                                                                          |
| 1965        | Worcestershire (III) | 9931 BRT  | William Doxford & Sons, Sunderland      | 1976 verkauft                                                                          |
| 1966        | Derbyshire (III)     | 9931 BRT  | William Doxford & Sons, Sunderland      | 1976 verkauft                                                                          |
| 1967        | Warwickshire (III)   | 10682 BRT | William Doxford & Sons, Sunderland      | 1980 verkauft                                                                          |
| 1971 (1963) | Montreal City        | 6623 BRT  | Burntisland SB Co. Ltd., Burntisland    | 1963: Bristol City Line / 1971 Bibby / 1972 verkauft                                   |
| 1971 (1964) | Halifax City         | 6623 BRT  | Burntisland SB Co. Ltd., Burntisland    | 1964: Bristol City Line / 1971 Bibby / 1972 verkauft                                   |
| 1971 (1966) | Toronto City         | 5192 BRT  | William Doxford & Sons, Sunderland      | 1966: Bristol City Line / 1971 Bibby / 1974 verkauft                                   |
| 1971 (1966) | Coventry City        | 5192 BRT  | William Doxford & Sons, Sunderland      | 1966: Bristol City Line / 1971 Bibby / 1974 verkauft                                   |

### Containerschiffe
| Jahr | Name          | Tonnage  | Container | Werft                                     | Status/Schicksal                                          |
| ---- | ------------- | -------- | --------- | ----------------------------------------- | --------------------------------------------------------- |
| 1972 | Dart Atlantic | 31036 GT | 2656 TEU  | Swan, Hunter Shipbuilders Ltd., Newcastle | 1980 an Canadian Pacific verkauft, CP Ambassador          |
| 1972 | Dart America  | 31036 GT | 2656 TEU  | Swan, Hunter Shipbuilders Ltd., Newcastle | 1980 an Manchester Liners verkauft, Manchester Challenger |
| 1972 | Dart Europe   | 31036 GT | 2656 TEU  | Swan, Hunter Shipbuilders Ltd., Newcastle | 1980 an Compagnie Maritime Belge verkauft, CMB Esprit     |

### RoRo-Containerschiffe
| Jahr | Name                | Tonnage  | Container | Fahrzeuge | Werft                                  | Status/Schicksal |
| ---- | ------------------- | -------- | --------- | --------- | -------------------------------------- | ---------------- |
| 1970 | Berkshire           | 19061 GT | 450 TEU   | 1900 Pkw  | Doxford SB & Eng. Co. Ltd., Sunderland | 1983 verkauft    |
| 1970 | Cheshire (IV)       | 19061 GT | 450 TEU   | 1900 Pkw  | Doxford SB & Eng. Co. Ltd., Sunderland | 1983 verkauft    |
| 1970 | Oxfordshire (III)   | 19061 GT | 450 TEU   | 1900 Pkw  | Doxford SB & Eng. Co. Ltd., Sunderland | 1983 verkauft    |
| 1972 | Herefordshire (III) | 7463 GT  | k. A.     | k. A.     | Doxford SB & Eng. Co. Ltd., Sunderland | 1982 verkauft    |
| 1972 | Lancashire (IV)     | 7463 GT  | k. A.     | k. A.     | Doxford SB & Eng. Co. Ltd., Sunderland | 1982 verkauft    |
| 1977 | Northamptonshire    | 22189 GT | k. A.     | k. A.     | Upper Clyde SB Ltd., Clydebank         | 1980 verkauft    |

### Schüttgutfrachter (Bulk Carrier)
| Jahr | Name               | Tonnage  | Werft                                          | Status/Schicksal                               |
| ---- | ------------------ | -------- | ---------------------------------------------- | ---------------------------------------------- |
| 1967 | Pacific Bridge     | 44842 GT | Ishikawajima-Harima Heavy Industries Ltd., Aio | 1974 verkauft                                  |
| 1968 | Atlantic Bridge    | 44842 GT | Ishikawajima-Harima Heavy Industries Ltd., Aio | 1977: Dorsetshire (II) / 1982 verkauft         |
| 1968 | Westminster Bridge | 44842 GT | Lithgows Ltd., Port Glasgow                    | 1973 verkauft                                  |
| 1970 | Ocean Bridge       | 66057 GT | Sumitomo SB & Mach. Co. Ltd., Yokosuka         | 1977: Gloucestershire (III) / 1978 verkauft    |
| 1973 | English Bridge     | 78527 GT | Swan, Hunter Shipbuilders Ltd., Newcastle      | 1977: Worcestershire (III) / 1979 verkauft     |
| 1973 | Australian Bridge  | 78527 GT | Sumitomo SB & Mach. Co. Ltd., Yokosuka         | 1977: Somersetshire (II) / 1978 verkauft       |
| 1974 | Canadian Bridge    | 65135 GT | Harland & Wolff Ltd., Belfast                  | 1977: Bedfordshire / 1978 verkauft             |
| 1974 | Shropshire (IV)    | 14771 GT | Uraga Heavy Industries Ltd., Yokosuka          | 1975 verkauft                                  |
| 1975 | Yorkshire (IV)     | 60814 GT | Swan, Hunter Shipbuilders Ltd., Newcastle      | 1988 verkauft                                  |
| 1976 | Liverpool Bridge   | 91655 GT | Swan, Hunter Shipbuilders Ltd., Newcastle      | 1978: Derbyshire (IV) / 1980 im Sturm gesunken |
| 1976 | Mersey Bridge      | 39427 GT | Sunderland Shipbuilders Ltd., Deptford         | 1977: Cambridgeshire / 1983 verkauft           |

### Flüssiggastanker (LPG/LNG)
| Jahr        | Name                | Tonnage  | Werft                                      | Status/Schicksal                                |
| ----------- | ------------------- | -------- | ------------------------------------------ | ----------------------------------------------- |
| 1968        | Wiltshire           | 10036 GT | Swan, Hunter Shipbuilders Ltd., Newcastle  | 1995 verkauft                                   |
| 1972        | Lincolnshire        | 19799 GT | Swan, Hunter Shipbuilders Ltd., Newcastle  | 2005 verkauft                                   |
| 1974        | Hampshire           | 32062 GT | At. et Chantiers de France S.A., Dunkerque | 1989 verkauft                                   |
| 1974        | Devonshire (II)     | 32062 GT | At. et Chantiers de France S.A., Dunkeruqe | 1989 verkauft                                   |
| 1977        | Staffordshire (III) | 41677 GT | At. et Chantiers de France S.A., Dunkerque | 2005 verkauft                                   |
| 1987 (1972) | Lancashire (V)      | 2527 GT  | Steutelvens Verk. A/S, Frederikstad        | 1972: Leiv Eriksen / 1987 Bibby / 1988 verkauft |
| 1989        | Cheshire (V)        | 19719 GT | Boelwerf S.A., Temse                       | verkauft, als Gas Magic in Fahrt                |
| 1997        | Oxfordshire (IV)    | 22289 GT | Mitsubishi Heavy Industries Ltd., Kōbe     | 2005 verkauft                                   |

### Produkten- und Chemikalientanker
| Jahr        | Name               | Tonnage  | Werft                                | Status/Schicksal                                        |
| ----------- | ------------------ | -------- | ------------------------------------ | ------------------------------------------------------- |
| 1985        | Shropshire (V)     | 7145 GT  | K.K. Taihei Kogyo, Akitsu            | verkauft; zuletzt Berkah Makmur 99                      |
| 1985        | Herefordshire (IV) | 7145 GT  | K.K. Taihei Kogyo, Akitsu            |                                                         |
| 1988 (1980) | Dorsetshire (III)  | 30875 GT | Nippon Kokan K.K., Tsurumi           | 1980: Freeport Chief / 1988 Dorsetshire / 1991 verkauft |
| 1995        | Stolt Durham       | 12141 GT | Societa Esercizio, Viareggio         |                                                         |
| 1998        | Stolt Kent         | 12141 GT | Juliana Constr. Gigonsea S.A., Gijón | verkauft, als Bold World in Fahrt                       |
| 2000        | Lancashire (VI)    | 19000 GT | Juliana Constr. Gigonsea S.A., Gijón |                                                         |